# (145474) 2005 SA278
(145474) 2005 SA278 est un transneptunien faisant partie des objets épars, de magnitude absolue 6,2.
Son diamètre est estimé à 253 km.